# Oh My My (OneRepublic)
Oh My My è il quarto album in studio del gruppo musicale statunitense OneRepublic, pubblicato il 7 ottobre 2016 dalla Interscope Records.

## Antefatti
In un'intervista concessa al canale italiano TGcom24 il frontman Ryan Tedder ha spiegato che il quarto disco del gruppo sarebbe stato «qualcosa di completamente diverso da tutto quello che abbiamo fatto ad oggi. Ci sarà qualche ballata ma in generale sarà molto più ispirato alla disco music italiana e francese degli anni novanta. Credo sia un ottimo progetto che lascia intravedere qualcosa di nuovo, ma ha anche delle sonorità molto riconoscibili rispetto ai nostri standard». L'album difatti presenta sonorità elettropop, pop rock, contemporary R&B e funk.
In una successiva intervista a Billboard, Tedder ha rivelato che per la realizzazione dell'album gli OneRepublic hanno impiegato diciotto mesi, il periodo di tempo più lungo da loro mai speso per un album.

## Promozione
Wherever I Go è il primo estratto dall'album ed è stato pubblicato ufficialmente il 13 maggio 2016. Il singolo non è riuscito a scalare la classifica statunitense della Billboard Hot 100, piazzandosi soltanto al 55º posto, ottenendo tuttavia maggiore successo nelle classifiche europee. Il 12 agosto dello stesso anno è stata la volta del secondo singolo Kids.
Il 25 agosto il gruppo ha rivelato attraverso la rete sociale il titolo dell'album e la data di pubblicazione, fissata al 7 ottobre 2016; il disco poi è stato pubblicato ufficialmente sei giorni più tardi. L'8 settembre è uscito il singolo promozionale Future Looks Good, apparendo alla #96 in Francia, alla #44 in Nuova Zelanda e infine alla #90 in Australia; il 30 dello stesso mese è stato pubblicato un secondo singolo promozionale, A.I., in collaborazione con Peter Gabriel.
Il terzo singolo Let's Hurt Tonight è stato inserito come colonna sonora del film Collateral Beauty, presentato il 6 dicembre 2016 con un video ufficiale della band misto ad alcune scene della pellicola di appartenenza; il brano è stato mandato in rotazione radiofonica in Nord America dal 9 gennaio 2017. Il 9 giugno 2017 è stato pubblicato Lift Me Up in una versione remixata da Michael Brun.

## Accoglienza
Caroline Sullivan, recensendo l'album per il The Guardian, riscontra che l'album sia ancora un progetto che debba ancora dimostrare al mondo chi sono, scrivendo che si tratta di «una moltitudine di stili su cui gli OneRepublic non riescono a imprimere la propria identità». Sullivan afferma inoltre che la band «potrebbe anche essere assunta per la sua somiglianza con Maroon 5 e Coldplay, sono così malleabili che gli ospiti Peter Gabriel e Cassius non hanno problemi a rubargli la scena».
Madison Vain di Entertainment Weekly afferma che nel corso degli anni i One Republic «raramente hanno cercato di essere innovativi, cercando invece di soddisfare le loro folle che amano la loro formula già collaudata» riscontrando che con questo progetto discografico «può sembrare che il gruppo stia inseguendo troppe tendenze musicali» e che «mancando di un vero carattere». Giulia Cavelli di TV Sorrisi e Canzoni rimane piacevolmente colpita dai «testi sono personali e coraggiosi, il tentativo è quello di immergersi nella cultura popolare» sebbene riscontri «un insieme musicale corposo».

## Tracce
1. Let's Hurt Tonight – 3:14
2. Future Looks Good – 3:30
3. Oh My My (feat. Cassius) – 3:38
4. Kids – 3:58
5. Dream – 3:31
6. Choke – 3:46
7. A.I. (feat. Peter Gabriel) – 5:09
8. Better – 3:24
9. Born – 4:25
10. Fingertips – 4:15
11. Human – 3:40
12. Lift Me Up – 3:46
13. NbHD (feat. Santigold) – 3:44
14. Wherever I Go – 2:49
15. All These Things – 3:19
16. Heaven – 4:18

Tracce bonus nell'edizione deluxe
1. Colors – 3:51
2. The Less I Know – 3:44
3. Heaven (Acoustic) – 3:53
4. Better (String Version) – 3:23

## Formazione
Gruppo
- Ryan Tedder – voce, chitarra ritmica e acustica
- Zach Filkins – chitarra, chitarra acustica, cori
- Drew Brown – chitarra, cori
- Brent Kutzle – basso, chitarra, cori
- Eddie Fisher – batteria

Altri musicisti
- Brian Willett – tastiera, percussioni, cori
- Tyler Spry – steel guitar

## Successo commerciale
Oh My My ha debuttato alla terza posizione negli Stati Uniti d'America nella Billboard 200 con 46 000 unità, di cui 35 000 erano tradizionali vendite dell'album. Rispetto agli album precedenti, l'ultimo lavoro in studio della band ha visto picchi superiori nelle classifiche, senza essere lanciati da un singolo hit come avvenuto in passato.

## Classifiche
| Classifica (2016) | Posizione massima |
| ----------------- | ----------------- |
| Australia         | 8                 |
| Austria           | 8                 |
| Belgio (Fiandre)  | 25                |
| Belgio (Vallonia) | 22                |
| Canada            | 4                 |
| Danimarca         | 33                |
| Finlandia         | 27                |
| Francia           | 40                |
| Germania          | 6                 |
| Grecia            | 26                |
| Irlanda           | 5                 |
| Italia            | 9                 |
| Norvegia          | 14                |
| Nuova Zelanda     | 5                 |
| Paesi Bassi       | 14                |
| Polonia           | 18                |
| Portogallo        | 36                |
| Regno Unito       | 6                 |
| Repubblica Ceca   | 9                 |
| Scozia            | 3                 |
| Spagna            | 16                |
| Stati Uniti       | 3                 |
| Svezia            | 25                |
| Svizzera          | 3                 |
| Ungheria          | 26                |